# Picoides
Picoides este un gen de păsări din familia ciocănitoarelor, Picidae. Sunt originare din Eurasia și America de Nord și sunt cunoscute sub denumirea de ciocănitori cu trei degete.

## Taxonomie
Genul Picoides a fost introdus de naturalistul francez Bernard Germain de Lacépède în 1799. Specia tip a fost ulterior desemnată ca ciocănitoarea euroasiatică cu trei degete (Picoides tridactylus) de către zoologul englez George Robert Gray în 1840. Denumirea genului combină latinescul picus pentru ciocănitoare și grecescul -oidēs care înseamnă „asemănător”. Genul Picoides conținea anterior aproximativ 12 specii. În 2015, o analiză filogenetică moleculară a secvențelor de ADN nuclear și mitocondrial provenite de la ciocănitoarele de pădure a constatat că trei genuri existente (Picoides, Veniliornis și Dendropicos) erau polifiletice.
Genul conține trei specii:
| Imagine | Denumire științifică | Nume comun                  | Distribuție                                        |
| ------- | -------------------- | --------------------------- | -------------------------------------------------- |
|         | Picoides tridactylus | Ciocănitoare de munte       | prin nordul Eurasiei, din Norvegia până în Coreea. |
|         | Picoides dorsalis    |                             | vestul Canadei, Alaska și vestul Statelor Unite    |
|         | Picoides arcticus    | Ciocănitoare cu spate negru | Canada, Alaska, nord-vestul Statelor Unite         |